# Водолаговка
Водола́говка (укр. Водолагівка) —село,
Канавский сельский совет,
Кобелякский район, 
Полтавская область,
Украина.
Код КОАТУУ — 5321883003. Население по переписи 2001 года составляло 106 человек.

## Географическое положение
Село Водолаговка находится в 1,5 км от села Канавы.

## История
Есть на карте 1869 года как хутор Вудулажин

## Известные жители и уроженцы
- Водолага, Лука Сергеевич (1919—?) — Герой Социалистического Труда.

## Экономика
- Молочно-товарная ферма.